# Aartsbisdom Tororo

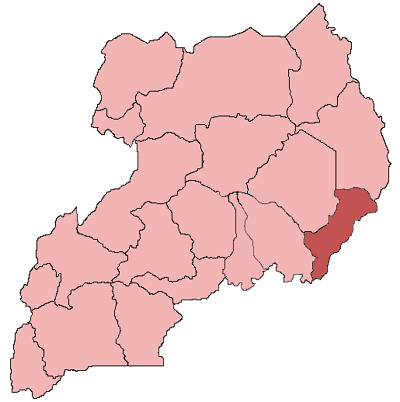
Het aartsbisdom Tororo binnen Oeganda

Het aartsbisdom Tororo (Latijn: Archidioecesis Tororoensis) is een rooms-katholiek aartsbisdom met als zetel Tororo in het zuidoosten van Oeganda. 
Het aartsbisdom is ontstaan uit het bisdom Tororo dat in 1999 verheven werd tot aartsbisdom. In 1894 werd het apostolisch vicariaat Nilo Superiore opgericht dat in 1951 werd herdoopt naar Tororo en in 1953 een bisdom werd. James Odongo, bisschop van Tororo sinds 1968, werd de eerste aartsbisschop. 
Tororo heeft vier suffragane bisdommen die samen een kerkprovincie vormen:
- Bisdom Jinja
- Bisdom Kotido
- Bisdom Moroto
- Bisdom Soroti

In 2017 telde het aartsbisdom 44 parochies. Het bisdom heeft een oppervlakte van 8.837 km² en telde in 2017 3.876.000 inwoners waarvan 25,3% rooms-katholiek was. 

## Aartsbisschoppen
- James Odongo (1999 - 2007)
- Denis Kiwanuka Lote (2007 - 2014)
- Emmanuel Obbo, A.J. (2014-)